# Ligne de tramway 52 (Anvers)
La ligne 52 est une ancienne ligne du tramway vicinal d'Anvers de la Société nationale des chemins de fer vicinaux (SNCV) qui reliait Anvers à Rumst et Malines entre 1900 et 1966.

## Histoire
6 mai 1900 : mise en service entre Rumst et Malines Katelijnepoort; écartement du Cap (1 067 mm); traction vapeur, exploitation par la Kempische Stoomtram Maatschappij (KSM) (« Société du tramway à vapeur de la Campine »), capital 77.
1er octobre 1900 : extension de Rumst à Reet et de Rumst à Boom Chapelle Saint-Anne.
14 octobre 1900 : extension de Boom Chapelle Saint-Anne à Boom Tuyaertstraat.
15 septembre 1901 : extension de Reet à Aartselaar et Anvers Sud.
22 juin 1902 : extension de Malines Katelijnepoort à Malines Nekkerspoel.
17 novembre 1911 : extension de Malines Nekkerspoel à la gare de Malines par les voies de la ligne Malines - Turnhout (capital 12).
1919 : mise à l'écartement métrique (1 000 mm).
1920 : reprise de l'exploitation par la SNCV.
11 décembre 1931 : électrification de Rumst - Boom Tuyaertstraat.
6 mars 1932 : électrification de Anvers Sud - Aartselaar, Aartselaar - Rumst via Reet; nouvelle section en traction électrique entre Aartselaar et Boom Tuyaertstraat.
9 avril 1932 : électrification de Walem Pont - Malines Waterloo et Malines Katelijnepoort - Malines Nekkerspoel (section Malines Katelijnepoort - Malines Waterloo déjà électrifiée pour la ligne 1 du réseau de Malines).
31 juillet 1932 : électrification entre Malines Gare et Malines Nekkerspoel.
2 octobre 1932 : électrification de Walem Pont - Rumst.
4 novembre 1935 : extension de Anvers Sud à Anvers Komedieplaats par les voies du tramway urbain via le Britselei.
15 juillet 1940 : terminus déplacé d'Anvers Komedieplaats à Anvers Rosseveltplaats par les voies du tramway urbain via le Britselei (le terminus sera ensuite déplacé à Anvers Noorderplaats).
10 novembre 1956 : suppression de la section Rumst Dépôt - Malines Gare et du service 52.
La ligne est supprimée le 21 mai 1966 et remplacée par une ligne d'autobus.